# Bear McCreary
Julian "Bear" McCreary (Fort Lauderdale, 17 de febrero de 1979) es un compositor y músico estadounidense. Es conocido por su trabajo en las series de televisión y videojuegos God Of War, Battlestar Galactica, The Walking Dead, Agents of S.H.I.E.L.D., Da Vinci's Demons, Black Sails, Outlander, See y El Señor de los Anillos: Los Anillos de Poder, entre otras.

## Biografía
Es hijo de la autora Laura Kalpakian y del profesor Jay McCreary. Tiene un hermano, el cantautor Brendan McCreary. 
Es de ascendencia irlandesa y armenia.
Se graduó del "USC Thornton School of Music" con licenciatura en composición y grabación de artes.
En 2010 se casó con la cantante y compositora Raya Yarbrough. Su primera hija, Sonatine, nació el 6 de febrero de 2014.

## Carrera
McCreary es un pianista de formación clásica y un acordeonista autodidacta.
Estudió con el compositor de música de cine Elmer Bernstein. Durante ese tiempo Bear reconstruyó y re-orquestó la partitura que Bernstein había hecho para la película Kings of the Sun.
Dirigió y produjo varios videos musicales para la banda de su hermano Brendan, "Young Beautiful in a Hurry". 
En el 2007 compuso dos canciones para el comercial de ropa "Jinx". Ese mismo año compuso para la campaña del marketing internacional del vodka Smirnoff, "Signature".
Fue el director musical para Johnny "Vatos" Hernández en sus homenajes a Halloween en 2005, 2006, 2007 y 2009. Bear organizó, orquestó y dirigió los éxitos de "Oingo Boingo", así como las canciones de The Nightmare Before Christmas en 1993, para una banda de 18 piezas que incluyó a los miembros de la banda Oingo Boingo: Steve Bartek, John Avila, Johnny "Vatos" Hernández y Sam Phipps. Bear también tocó los teclados, el acordeón y cantaba en eventos que tuvieron lugar en el teatro "The Greek" en Los Ángeles, y también en "The House of Blues Sunset Strip", "The House of Blues Anaheim" y en "The Grove of Anaheim".
En el 2010 McCreary hizo su debut en bandas sonoras cinematográficas con la película Step Up 3D y también compuso temas para varias películas "direct-to-video" (directas a video), incluyendo "Rest Stop", "Rest Stop: Don't Look Back" y "Wrong Turn 2: Dead End".
Hizo una interpretación de 8 bits del tema Dark Void, que era originalmente una broma del día de las bromas de abril, sin embargo el tema fue utilizado para la precuela de 8 bits de Dark Void Zero. Bear compuso todas las canciones en estilo 8-bit, conectando los cables en una consola NES real y el cartucho para crear autenticidad en los sonidos.

### Battlestar Galáctica y Caprica
En el 2003 trabajó junto con el compositor principal Richard Gibbs en una miniserie de tres horas, la cual sirvió como piloto para la serie Battlestar Galactica. Cuando la serie fue escogida, Gibbs optó por no dedicarse a tiempo completo en la producción de la serie por lo que McCreary se convirtió en el único compositor.
Bear trabajó en la serie hasta su conclusión en el 2009, trabajando en más de 70 episodios. Hasta la fecha seis álbumes de bandas sonoras de la serie han sido estrenados lo que le ha hecho ganar un éxito comercial y una gran cantidad de elogios dentro de la crítica. Las bandas sonoras de la segunda y tercera temporada alcanzaron un ranking en el "Amazon.com's Top 30 Music Sales", durante los primeros días en que fueron lanzados.
McCreary compuso para la serie precuela Caprica, ambientada en el universo ficticio de Battlestar Galactica.
El 18 de febrero del 2012 anunció que compondría la banda sonora para la película de dos horas "Battlestar Galactica: Blood and Chrome".

### Human Target
Trabajó en la banda sonora de la primera temporada de la serie, el episodio piloto y el tema principal fueron grabados con una orquesta completa; la serie cuenta con la distinción de ser uno de los pocos que contó con las orquestas más grandes en la televisión.
Durante el último episodio de la primera temporada "Christopher Chance", utilizó a la mayor orquesta jamás reunida para la televisión.
En julio del 2010 recibió su primera nominación a los premios Emmy por el título principal de la serie.

### The Walking Dead y The Cape
Durante la Comic-Con de 2010 Bear asistió a los paneles de las series de la AMC - "The Walking Dead" y de la NBC - "The Cape", para anunciar que estaría componiendo la banda sonora de ambas series de televisión.
Bear está a cargo de la composición de la música de la serie The Walking Dead. McCreary manifestó que el tema principal está basado en su visión del diseño de producción de la secuencia de apertura. En lugar de componer una pieza musical completa como en sus trabajos anteriores, McCreary se inclinó por hacer un motivo simple y repetitivo.

### Agents of S.H.I.E.L.D.
El 15 de julio del 2013 anunció que compondría la banda sonora de la serie Agents of S.H.I.E.L.D.

### Metalocalypse: The Doomstar Requiem – A Klok Opera
Bear fue productor orquestal para la ópera-rock de "Metalocalypse: The Doomstar Requiem", la cual es una continuación del universo Metalocalypse, siguiendo a la banda "Dethklok". La música cuenta con una orquesta de 50 piezas y la banda sonora fue lanzada el 29 de octubre del 2013.

## Filmografía

### Compositor

#### Series de televisión
| Año             | Título                                        | Notas                                                        |
| --------------- | --------------------------------------------- | ------------------------------------------------------------ |
| 2022            | El Señor de los Anillos: los Anillos de Poder | -                                                            |
| 2021            | Masters of the Universe: Revelation           | -                                                            |
| 2021            | Foundation                                    | -                                                            |
| 2014 - presente | Outlander                                     | -                                                            |
| 2014 - 2017     | Black Sails                                   | -                                                            |
| 2014 - 2015     | Constantine                                   | -                                                            |
| 2013 - 2015     | Da Vinci's Demons                             | ganó su primer Emmy por el título principal                  |
| 2013 - 2020     | Agents of S.H.I.E.L.D.                        | -                                                            |
| 2013 - 2015     | Defiance                                      | -                                                            |
| 2010 - presente | The Walking Dead                              | -                                                            |
| 2014            | Intruders                                     | -                                                            |
| 2013            | Metalocalypse: The Doomstar Requiem           | -                                                            |
| 2012            | Battlestar Galactica: Blood and Chrome        | -                                                            |
| 2012            | Holliston                                     | -                                                            |
| 2012            | Daybreak                                      | -                                                            |
| 2011 - 2012     | Shelf Life                                    | -                                                            |
| 2011            | The Cape                                      | -                                                            |
| 2010            | Human Target                                  | obtuvo su primera nominación al Emmy por el título principal |
| 2009 - 2010     | Caprica                                       | -                                                            |
| 2009 - 2010     | Trauma                                        | -                                                            |
| 2008 - 2009     | Terminator: The Sarah Connor Chronicles       | -                                                            |
| 2008 - 2009     | Battlestar Galactica: The Face of the Enemy   | -                                                            |
| 2007 - 2012     | Eureka                                        | sustituyó a Mutato Muzika a partir de la segunda temporada   |
| 2007            | Battlestar Galactica: Razor Flashbacks        | -                                                            |
| 2006            | Battlestar Galactica: The Resistance          | -                                                            |
| 2004 - 2009     | Battlestar Galactica                          | -                                                            |

#### Películas
| Año  | Título                                                   | Notas                                |
| ---- | -------------------------------------------------------- | ------------------------------------ |
| 2023 | We Have a Ghost                                          |                                      |
| 2020 | The Babysitter: Killer Queen                             |                                      |
| 2019 | Child's Play                                             |                                      |
| 2019 | Godzilla: King of the Monsters                           |                                      |
| 2019 | Feliz día de tu muerte 2                                 |                                      |
| 2019 | The Professor and the Madman                             |                                      |
| 2018 | Hell Fest                                                |                                      |
| 2018 | The Cloverfield Paradox                                  |                                      |
| 2017 | Feliz día de tu muerte                                   |                                      |
| 2017 | Colossal                                                 |                                      |
| 2016 | 10 Cloverfield Lane                                      |                                      |
| 2016 | The Forest                                               |                                      |
| 2014 | Digging Up the Marrow                                    | -                                    |
| 2014 | Everly                                                   | -                                    |
| 2014 | Angry Video Game Nerd: The Movie                         | -                                    |
| 2013 | Knights of Badassdom                                     | -                                    |
| 2013 | Europa Report                                            | -                                    |
| 2012 | Battlestar Galactica: Blood & Chrome                     | -                                    |
| 2012 | Do Not Erase                                             | Cortometraje                         |
| 2012 | The Asset                                                | -                                    |
| 2011 | Infected                                                 | Cortometraje                         |
| 2011 | Chillerama                                               | Musicalizó el segmento "Zom-B Movie" |
| 2010 | Step Up 3D                                               | Debut en bandas sonoras de teatro    |
| 2009 | The Plan                                                 | -                                    |
| 2009 | Setting the Tempo                                        | Cortometraje                         |
| 2009 | Battlestar Galactica: ...And They Have a Plan            | -                                    |
| 2009 | Battlestar Galactica: The Journey Ends - The Arrival     | -                                    |
| 2009 | Evolution of a Cue                                       | -                                    |
| 2009 | The Musicians Behind 'Daybreak'                          | -                                    |
| 2009 | Creating a Musical Personality                           | -                                    |
| 2009 | Battlestar Galactica: The Top 10 Things You Need to Know | -                                    |
| 2009 | Battlestar Galactica: The Top 10 Things You Need to Know | -                                    |
| 2009 | The Music of 'Battlestar Galactica'                      | -                                    |
| 2009 | Empire State                                             | -                                    |
| 2009 | Rest Stop: Don't Look Back                               | Lanzamiento directo a video          |
| 2008 | Battlestar Galactica: Revealed                           | -                                    |
| 2008 | Battlestar Galactica: The Phenomenon                     | -                                    |
| 2007 | Battlestar Galactica: Razor                              | -                                    |
| 2007 | VirtuaGirl                                               | Cortometraje                         |
| 2007 | Wrong Turn 2: Dead End                                   | Lanzamiento directo a video          |
| 2006 | The Last Season                                          | Cortometraje                         |
| 2006 | Rest Stop                                                | Lanzamiento directo a video          |
| 2006 | Battlestar Galactica: The Story So Far                   | Documental                           |
| 2005 | Falling Angels                                           | Cortometraje                         |
| 2005 | Geek Like Me                                             | Cortometraje                         |
| 2004 | Riding Shotgun                                           | Cortometraje                         |
| 2004 | Free Radicals                                            | Cortometraje                         |
| 2004 | The Runaround                                            | Cortometraje                         |
| 2003 | The 5 Coolest Things                                     | Documental - miniserie               |
| 2003 | The Gamers                                               | Cortometraje                         |
| 2003 | Gossip                                                   | Cortometraje                         |
| 2003 | Band Camp                                                | Cortometraje                         |
| 2002 | Periphery, Texas                                         | -                                    |
| 2002 | When the Kids Are Away                                   | Cortometraje                         |
| 2002 | The Midnight Express                                     | Cortometraje                         |
| 2002 | Sonny Listening                                          | Cortometraje                         |
| 1998 | A Good Lie                                               | Cortometraje                         |

#### Videojuegos
| Año  | Título                                      | Notas |
| ---- | ------------------------------------------- | ----- |
| 2022 | God of War Ragnarök                         | -     |
| 2021 | Call of Duty: Vanguard                      |       |
| 2018 | God of War                                  | -     |
| 2015 | Assassin's Creed Syndicate: Jack the ripper | -     |
| 2013 | Defiance                                    | -     |
| 2012 | Moon Breakers                               | -     |
| 2011 | SOCOM 4: U.S. Navy SEALs                    | -     |
| 2010 | Dark Void Zero                              | -     |
| 2010 | Dark Void                                   | -     |

### Actor

#### Series de televisión
| Año  | Título               | Personaje          | Notas               |
| ---- | -------------------- | ------------------ | ------------------- |
| 2009 | Battlestar Galactica | Invitado en el bar | Episodio "Deadlock" |

#### Películas
| Año  | Título                                         | Personaje                 | Notas                                                                                    |
| ---- | ---------------------------------------------- | ------------------------- | ---------------------------------------------------------------------------------------- |
| 2014 | Angry Video Game Nerd: The Movie               | Zombie                    | Junto a Sarah Glendening, David Dastmalchian, Robbie Rist, Jeremy Suarez y Lloyd Kaufman |
| 2011 | Chillerama                                     | -                         | Junto a Olivia Taylor Dudley, Richard Riehle, Corey Jones y Kaili Thorne                 |
| 2003 | Gossip                                         | Intérprete del acordeón   | Cortometraje - junto a Sol Goldberg, Eve Kagan, Harv Popick, Nan Potkin y Blake Reigle   |
| 1999 | And the Beat Goes On: The Sonny and Cher Story | Intérprete de la trompeta | Junto a Jim Pirri, Laura Johnson, Walter Franks, Bruce Nozick, Marie Wilson y Doug Lacy  |

### Director y productor
| Año  | Título                              | Notas                                              |
| ---- | ----------------------------------- | -------------------------------------------------- |
| 2011 | Chillerama                          | Segmento "I Don't Want to Die a Virgin" - director |
| 2009 | Evolution of a Cue                  | Documental - productor                             |
| 2009 | The Musicians Behind 'Daybreak'     | Documental - productor                             |
| 2009 | The Music of 'Battlestar Galactica' | Documental - productor                             |

## Premios y nominaciones
| Año  | Categoría                                                 | Premio                | Trabajo                  | Resultado |
| ---- | --------------------------------------------------------- | --------------------- | ------------------------ | --------- |
| 2014 | Outstanding Original Main Title Theme Music               | Primetime Emmy Award  | Black Sails              | Nominado  |
| 2013 | Outstanding Original Main Title Theme Music               | Primetime Emmy Award  | Da Vinci's Demons        | Ganó      |
| 2013 | Best Original Score for a Television Series               | IFMCA Award           | Da Vinci's Demons        | Nominado  |
| 2013 | Top Television Series                                     | ASCAP Award           | The Walking Dead         | Ganó      |
| 2013 | Best Music in a Series                                    | OFTA Television Award | The Walking Dead         | Nominado  |
| 2011 | Best Original Score for a Video Game or Interactive Media | IFMCA Award           | Socom 4: U.S. Navy Seals | Nominado  |
| 2010 | Outstanding Original Main Title Theme Music               | Primetime Emmy Award  | Human Target             | Nominado  |
| 2010 | Best Original Score for a Television Series               | IFMCA Award           | Human Target             | Ganó      |
| 2010 | Best Original Score for a Video Game or Interactive Media | Primetime Emmy Award  | Dark Void                | Nominado  |
| 2009 | Best Original Score for Television                        | IFMCA Award           | Battlestar Galactica     | Ganó      |
| 2009 | Top Television Series                                     | ASCAP Award           | Eureka                   | Ganó      |
| 2009 | Best Original Score for Television                        | IFMCA Award           | Caprica                  | Nominado  |